# Julia Scher
Julia Scher   (Hollywood, 9 de març de 1954) és una artista estatunidenca que treballa principalment en temes de vigilància i més particularment la Videovigilància. Utilitza una varietat de mitjans i és coneguda per les seves instal·lacions artístiques i les seves actuacions de les obres. El seu treball aborda les qüestions de control i de seducció.

## Biografia
Julia Scher va néixer a Hollywood el 9 de març de 1954. La seva mare era empleada en una botiga i el seu pare representant de comerç Va créixer a Van Nuys, la Vall de San Fernando L'any 1975, obté un B.A. en pintura, escultura i arts gràfiques a partir de la U.C.L.A., i l'any 1984, un M.F.A. en estudi d'art de la Universitat de Minnesota. El títol de la seva tesi va ser Paisatges d'Amèrica. La seva primera obra en vídeo va tractar sobre les dones en matèria de seguretat a l'estiu: Safe & Secure in Minnesota l'any 1987. L'estudi està situat a Venice Beach Scher està influïda pels artistes de « la llum i de l'espai », com Larry Bell i Chris Burden, Robert Graham, i Lynda Benglis. Té diverses feines per guanyar-se la vida i va fundar la seva pròpia societat Safe and Secure Production que realitza instal·lacions de seguretat i d'equipaments de vigilància. Al mateix temps Scher comença a utilitzar càmeres de seguretat a les seves obres
Durant els anys 1990, va viure i treballar a Nova York i Boston.
L'any 1996, Julia Scher fa els primers cursos de vigilància als Estats Units, al Massachusetts College of Art de Boston. Rep una borsa d'investigació a Universitat Harvard/Radcliffe Bunting Massachusetts Institute of Technology per al domini de la vigilància sobre el terreny entre 1996-1997 i ensenya al Programa d'Arts Visuals a l'Institut de Tecnologia de Massachusetts, de 1997 a 2001 i 2005 a 2006. Ensenya a un cert nombre d'altres institucions, com La Cooper Union de l'Art i de la Ciència, la universitat d'art Hartford, U. C. L. A., U. S. C, de la Universitat Harvard, la Universitat de Colúmbia, La Institute for Advanced Study a Princeton i la Universitat Rutgers. Des de 2006, Julia Scher és titular de la càtedra de Multimèdia i d'actuació / vigilància de les Arquitectures a l'Acadèmia de les Arts i Mitjans de comunicació de Colònia (Kunsthochschule fuer Medien Koeln)

## Obres
Inspirada pel filòsof francès Michel Foucault i el sociòleg Gary T. Marx, el treball de Julia Scher es concentra en els temes de la vigilància i de la cibervigilància. Pretén sensibilitzar dels perills i ideologies de l'exposició als sistemes de vigilància. Scher crea actuacions temporals i transitòries en el web, de les obres que exploren les qüestions de poder, de control i de seducció
Als 20 últims anys, les seves investigacions han explorat les dinàmiques del control social a l'espai públic. Els projectes d'art han pres la forma d'instal·lacions interactives, reformulació vigilàncies, visites d'obra, intervencions, actuacions, fotografia, l'escriptura, net.l'art, vídeos lineals i so.
Des de 1988, Scher ha produït una sèrie d'instal·lacions, titulada Security by Julia. Aquestes instal·lacions han pres diferents formes, però impliquen sovint una persona portant un uniforme de seguretat i una invitació al públic a participar activament en la cultura de la vigilància D'altres variants de la instal·lació han inclòs veus calmades i peluixos de nadó
Securityland (el país de la seguretat) i Wonderland (país de les Meravelles) són projectes elaborats en línia que Julia Scher crea amb äda'web, llançats respectivament l'any 1995 i 1997. Són precedits per un tràiler titulat Dangeer Dirty Datas l'any 1995. Scher proposa diverses zones a explorar per a les usuàries i usuaris, dels quals enumera qüestions en el cas del control i de la protecció de les dades privades. Tota mena de serveis intrusius psicològicament són presentats de manera seductora al públic, amb la promesa de resoldre els problemes deguts a causes internes o externes. Inspirat en l'arquitectura i els models clínics, Securityland i el país de les Meravelles desestabilitzen completament la noció de neutralitat o de simples intercanvis directes, utilitzant inflexions que són libidinals, sexuades, quasi-institucionals i subtilment amenaçadores.

## Exposicions
El treball de Scher s'ha presentat a diverses exposicions individuals i de grup, com la Biennal de Venècia, la Biennal del Whitney, el Wexner Center for the Arts, Columbus, Ohio, el Walker Art Center, Minneapolis, Minnesota, la Fundació Antoni Tàpies, Barcelona, el Museu Reina Sofia, Madrid, el Museu d'Art Modern de San Francisco, el Museu d'Art Modern de París, el Künstlerhaus, Stuttgart, el Kölnischer Kunstverein de Colònia, la Institute of Contemporary Arts de Londres i el MoMA PS1 de Nova York.